# Начало неведомого века
«Нача́ло неве́домого ве́ка» — советский киноальманах, состоящий из трёх самостоятельных новелл: «Ангел» (по мотивам одноимённого рассказа Юрия Олеши, режиссёр Андрей Смирнов), «Родина электричества» (экранизация одноимённого рассказа Андрея Платонова, режиссёр Лариса Шепитько), «Мотря» (по мотивам повести Константина Паустовского «Начало неведомого века», режиссёр Генрих Габай). Два фильма — «Ангел» и «Родина электричества» — вышли на экран через двадцать лет после создания — в 1987 году. Новелла «Мотря» была показана в 1969 году.

## История альманаха
Изначально в состав альманаха предполагалось включить пять новелл, снятых молодыми кинорежиссёрами по мотивам произведений советских писателей. В письме, адресованном заместителю председателя Госкомитета по кинематографии Совета министров СССР Владимиру Баскакову, руководители Экспериментальной творческой киностудии Григорий Чухрай и Владимир Познер сообщали, что общая идея сборника фильмов связана с «отражением различных граней эпохи». По словам режиссёра Элема Климова, некоторые новеллы попали под запрет ещё в процессе рассмотрения заявки — речь, в частности, идёт о вошедшей в предварительный план короткометражной ленте «Измена» по рассказу Исаака Бабеля, к работе над которой он так и не приступил.
Как вспоминал кинокритик Армен Медведев, эпоха застоя в кинематографе началась с запрета фильмов Ларисы Шепитько и Андрея Смирнова — их новеллы стали первыми «обитателями застойной полки». В феврале 1968 года Владимир Баскаков объяснил представителям Экспериментальной творческой киностудии, под эгидой которой снималось «Начало неведомого века», что невозможность выпуска альманаха связана с содержащимся в нём «рядом неверных позиций в вопросах интерпретации нашей истории»; в то же время чиновники Госкомитета по кинематографии не исключали, что после внесения «монтажных поправок» одна из частей — «Мотря» — может быть допущена к прокату. Через три месяца партийный деятель Филипп Ермаш выступил в Союзе кинематографистов с резкой критикой в адрес новеллы «Ангел», назвав её примером «протаскивания буржуазной идеологии» на советский экран. Смирнов, судя по письму Познеру, с критикой его фильма не согласился:
В течение двух прошедших дней я, как и было условлено, пытался определить объём и характер монтажных и текстовых изменений новеллы «Ангел»... Речь идёт не о прояснении сюжета и характеров героев, а об изменении художественной, а возможно, и гражданской позиции автора... Я отказываюсь вносить изменения в новеллу «Ангел». На переделку картины руками другого человека также не могу дать согласия
Выход на экраны новелл «Ангел» и «Родина электричества» произошёл в 1987 году благодаря монтажёрам, которые по просьбе оператора Павла Лебешева, работавшего вместе со Смирновым, подготовили и сохранили копии двух запрещённых фильмов. Судьба ленты «Мотря», допущенной к показу в 1969 году, после отъезда Генриха Габая из СССР (1972) неизвестна.

## Содержание
Действие новеллы «Ангел» происходит в 1920 году. На железнодорожной платформе, которая то сама движется под уклон, то направляется вперёд благодаря человеческим усилиям, собралась группа случайных людей: человек, везущий корову (Николай Губенко), машинист паровоза, его дочь-подросток, интеллигентный господин с томиком Данте, студент-эсер (Георгий Бурков), беременная крестьянка, комиссар Парфёнов (Леонид Кулагин). Переговариваясь между собой, они узнают о планах друг друга: один мечтает добраться до престарелых родственников, другой едет домой в Петроград. Комиссар ведёт себя жёстче, чем остальные: так, он обещает, что «именем революции» эсер в конце пути будет арестован; тот отвечает, что большевики присвоили себе право на революцию и её имя.
Маршрут открытого вагона завершается, когда его пассажиров берёт в плен вышедшая из леса банда Ангела. Более других их интересует Парфёнов, с которым у Ангела свои счёты: бандиты напоминают комиссару об их убитом сообщнике и двенадцати сожжённых «малинниках». Парфёнову устраивают публичную казнь, насилуют дочь машиниста, остальных отпускают; теперь они идут по дороге, поддерживая друг друга.
Герой новеллы «Родина электричества» комсомолец Гриня (Сергей Горбатюк) работает в машинном зале городской электростанции. Засушливым летом 1921 года его вызывают к председателю губисполкома, который отдаёт молодому человеку письмо, пришедшее из деревни Верчовки. Его автор — делопроизводитель Степан Жаренов (Евгений Горюнов) — в стихах рассказывает о созданной в их деревне электрической машине, нуждающейся в усовершенствовании. Гриня, как специалист в вопросах электротехники, отправляется в путь. Он идёт пешком по выжженной земле, видит людей с иконами, молящих о дожде, помогает добраться до избы измученной жаждой старухе.
В деревне Гриня встречается с Жареновым, и они вместе пытаются создать устройство, которое напоило бы водой сухую землю. Юный герой не устаёт напоминать местным жителям, что природа не реагирует на их молитвы: она подчиняется только разуму и работе. Эксперимент с чудо-машиной, за которым с надеждой следит вся деревня, завершается неудачей, однако крестьян и их иссушённые участки спасает внезапно начавшийся сильный дождь. В финале новеллы звучат слова о том, что надежда необходима людям для их ежедневного существования. Фильм заканчивается песней Булата Окуджавы «Сентиментальный марш».

## История создания новелл
Как рассказывал Андрей Смирнов, для которого «Ангел» стал первой самостоятельной лентой, ему хотелось снять кино в эстетике Жана-Люка Годара и Ингмара Бергмана — речь прежде всего шла об умении этих режиссёров использовать в кадре только естественный свет. Попытка добиться общих взглядов на стилистику фильма с Вадимом Юсовым и Германом Лавровым ни к чему не привела — они отказались работать на площадке без приборов, с одними отражателями; в итоге за камеру встал Павел Лебешев, с которым Смирнов три года спустя создал картину «Белорусский вокзал». Образ Парфёнова, воплощённый дебютантом Леонидом Кулагиным, не совпадал со сценарным вариантом: по словам режиссёра, его герой «уже тогда, в первые годы революции, осознаёт, что оказался участником неправедного дела», а потому он мало напоминает тех «комиссаров в пыльных шлемах», о которых поёт в конце альманаха Окуджава. Сами съёмки проходили в лесах Прибалтики.
Лариса Шепитько снимала «Родину электричества» в деревне Сероглазка недалеко от Астрахани. На роль комсомольца Грини она пригласила пятнадцатилетнего Сергея Горбатюка, который не имел представления об актёрской профессии: он был первокурсником Киевского медицинского училища. Отсутствие у исполнителя жизненного опыта, специальных знаний и навыков не смущало режиссёра: ей, по утверждению киноведов, в данном случае был важен типаж — герой с «чистым лицом отрока». Роли крестьян из изнывающей от засухи деревни исполнили местные жители, которым «ничего не нужно было изображать»: они просто жили в кадре.
По словам кинокритиков, одной из причин запрета «Родины электричества» стал финал: если в рассказе Андрея Платонова история завершается успешным созданием мотора и насоса («Я шёл один в тёмном поле, молодой, бедный и спокойный. Одна моя жизненная задача была выполнена»), то в новелле Ларисы Шепитько действие заканчивается драматически:
В дожде, который дала природа, увидели намёк — бог напоил землю, а не большевики, придумавшие хитроумный двигатель из трофейного мотоцикла. Ведь насос-то разорвался! Значит, революция потерпела фиаско?.. Это я поставил вопросительный знак. Те, от которых некогда зависели судьбы кинематографа, поставили точку. На фразе и фильме в целом.

## Художественные особенности
Идея руководителей Экспериментальной творческой киностудии приурочить выход «Начала неведомого века» к 50-летию Октябрьской социалистической революции оказалась нереализованной прежде всего потому, что новеллы, включённые в альманах, рассказывали не столько о событиях полувековой давности, сколько о «прозрениях и заблуждениях» молодых режиссёров-шестидесятников. Создатели «Ангела» и «Родины электричества» стремились показать ощущение жизни с помощью новой эстетики кино, которая была мало понятна тем, кто ждал фильмов, снятых по «канонам историко-революционного жанра».

### «Ангел»
По мнению некоторых киноведов, лучшей работой в творческой биографии Андрея Смирнова стала его первая лента, попавшая на полку. «Ангел» — это фильм-путешествие, герои которого двигаются в непонятном направлении с неясными целями. Обнаружить поэтику Юрия Олеши в ленте весьма сложно: мир, показанный Смирновым, подчёркнуто приземлённый, насыщенный «грубой фактурой» — в нём нет павильонных интерьеров, не заметен актёрский грим, зато есть настоящая грязь под сапогами и молоко, льющееся по лицам из кожаного картуза. Отдельно исследователи рассматривают образы Ангела и комиссара. Атаман почти бесплотен, его лицо изуродовано оспой, речь афористичная, взгляд отрешённый — «это чёрный рыцарь идеи, вполне отождествляющий себя с карающим мечом». Парфёнов столь же неистов в своей вере: «Революция кровью исходит, а вы материте её!»
Сошлись два фанатизма. Они не слышат и не хотят услышать друг друга, ибо мнят: двоим им нет места на земле. Идеи, претендующие на монопольность, далеки от абстрактного парения схватки идейной, им подавай физическую расправу, торжествующее сминание чужой плоти в кровавое крошево.

### «Родина электричества»
Режиссёр «Родины электричества», напротив, максимально сохранила интонации первоисточника: раскалённый мир, в котором живут герои Андрея Платонова и Ларисы Шепитько, сочетает в себе элементы реальности и романтики, а почти сюрреалистические подробности, выхваченные камерой (покривившиеся изгороди, «охраняющие» пустое пространство; заправленный самогоном мотоцикл; неожиданно обнаруженная среди бесполезной ветоши картина Пикассо), мало напоминают сцены настоящего деревенского быта — скорее это «струящийся поток бытия».
Киноведы обращают внимание на лица случайных персонажей, мелькнувших в кадре: молодую женщину с едва заметной улыбкой Моны Лизы и высохшей беззубой старухи, которая признаётся, что живёт и молится по привычке. В момент, когда Гриня, оторвав взгляд от письма Степана Жаренова, поднимает глаза, он неуловимо напоминает «молодого Спасителя в картине Александра Иванова». Возведение элементарных вещей до уровня символов и эпичность некоторых сцен демонстрируют тот киноязык, который будет впоследствии использован Ларисой Шепитько в фильме «Восхождение», считают исследователи.

## В ролях
| Актёр            | Роль                                            |
| ---------------- | ----------------------------------------------- |
| Леонид Кулагин   | комиссар Парфёнов (новелла «Ангел»)             |
| Сергей Вольф     | интеллигент (новелла «Ангел»)                   |
| Георгий Бурков   | студент (новелла «Ангел»)                       |
| Николай Губенко  | человек с коровой (новелла «Ангел»)             |
| Людмила Полякова | беременная крестьянка (новелла «Ангел»)         |
| Владимир Сергеев | машинист (новелла «Ангел»)                      |
| Татьяна Беликова | дочь машиниста (новелла «Ангел»)                |
| Игорь Класс      | атаман Ангел (новелла «Ангел»)                  |
| Виктор Косых     | парень из банды Ангела (новелла «Ангел»)        |
| Владимир Балон   | бандит (новелла «Ангел»)                        |
| Виктор Поморцев  | красноармеец (новелла «Ангел»)                  |
| Сергей Горбатюк  | Гриня («Родина электричества»)                  |
| Виктор Кондратюк | Электротехник («Родина электричества»)          |
| Евгений Горюнов  | Степан Жаренов («Родина электричества»)         |
| Иван Турченков   | сотрудник губисполкома («Родина электричества») |